# ميتشيكو هاتوري
ميتشيكو هاتوري (باليابانية: 服部道子؛ بالكانا: はっとり みちこ) هي لاعبة غولف يابانية، ولدت في 8 سبتمبر 1968 في نيشين في اليابان.